# 新山たかし
新山 たかし（にいやま たかし、?年6月14日 - ）は、岡山県出身の漫画家。双子座。血液型O型。

## 略歴
1991年2月25日にエニックス（現：スクウェア・エニックス）出版局より発刊された『ドラゴンクエスト 4コママンガ劇場』第4巻で4コマ作品集『なんでこうなるの!? 』が掲載され、同年3月創刊の『月刊少年ガンガン』7月号で読み切り作品『レッスル豪』を発表。1994年5月創刊の姉妹誌『月刊少年ギャグ王』創刊号で代表作品となる連載作品『半熟忍法帳』の執筆を開始し、以後も『月刊ガンガンWING』1997年春季号で連載作品『ちょこっと妖精（フェアリー）』の掲載を始め、同出版局による出版物を中心に読み切り作品、4コマ作品などを発表していたが、1999年4月の『月刊少年ギャグ王』休刊と同時に『半熟忍法帳』の連載を終了。後に、2003年12月にポプラ社より創刊された『プレコミックブンブン』2004年1月号から連載が開始した『名探偵ズッコケ三人組』の漫画を担当した。

## 特徴

### 近影
『ドラゴンクエスト 4コママンガ劇場』を始めとして、作品解説や裏話などではドラゴンクエストシリーズに登場する主要モンスター、スライムを髣髴させる似顔絵を近影として登場するが、『ドラゴンクエスト 4コママンガ劇場』に限ってはある時期を境に『進化の秘法』を用い、3眼6臂の悪魔の姿で登場するようになる。また、どちらの場合も外斜視のように眼球が外側に向いている事が多い。最近ではこれらの近影を用いず、黒無地などのスポーツ帽を被り、眼鏡をかけた似顔絵を近影としている。

### 作風
下ネタ、プロレスネタの他にお色気ネタを特に好んで用い、『ドラゴンクエスト 4コママンガ劇場』では『エッチな下着』『危ない水着』などの過激な装備品をしばしば描いたため、その度に当時の担当から怒られていた。代表作品である『半熟忍法帳』では、さらに輪をかけた際どい描写と露骨な表現が全編に渡って多数登場する。

### その他
- 同人サークル『新高山登山隊（にいたかやまとざんたい）』を主宰し、アダルト雑誌や成年同人誌でも作品を手がけている。その際は主に『古川やすし』（全て新、山、たかしの対義）のペンネームを用いており、ごく一時期だけ『八墓明人（やぼあきと）』も併用していた（ただし、『みこすり半劇場別館』において掲載された4コマ作品『なりきりライター』など、一部の作品では新山たかし名義を使用している）。
- 『ドラゴンクエスト 4コママンガ劇場』を代表する作家陣の1人、すずや那智は大学時代の先輩に当たり、独立するまではすずやの下でアシスタントを務めていた。

## 作品リスト
- ドラゴンクエスト 4コママンガ劇場（第4巻『なんでこうなるの!? 』～第18巻『涙の結晶』）
- トルネコの大冒険 4コママンガ劇場
- スーパーマリオ 4コママンガ劇場
- ストリートファイターII4コママンガ劇場
- ゼルダの伝説 4コママンガ劇場
- ファイアーエムブレム 4コママンガ劇場
- 半熟忍法帳（全9巻）
- 新山たかし短編集（全1巻）
- 名探偵ズッコケ三人組（全5巻）
- 各種ゲームアンソロジー
- かいけつゾロリ4コマ大作戦
- ぶっとび リュウくん
- 4コマ アンソロジー ヴァンパイアセイヴァー

## 参考資料
- 4コマ劇場楽屋裏 新山たかし編（1993年1月18日 『ドラゴンクエスト 4コママンガ劇場』第7巻P47 エニックス出版局）
- 新山たかし短編集 作品解説（1998年4月12日 『新山たかし短編集』P153～P156 エニックス出版局）